# Järve (Kohtla)
Koordinaten: 59° 25′ N, 27° 18′ O

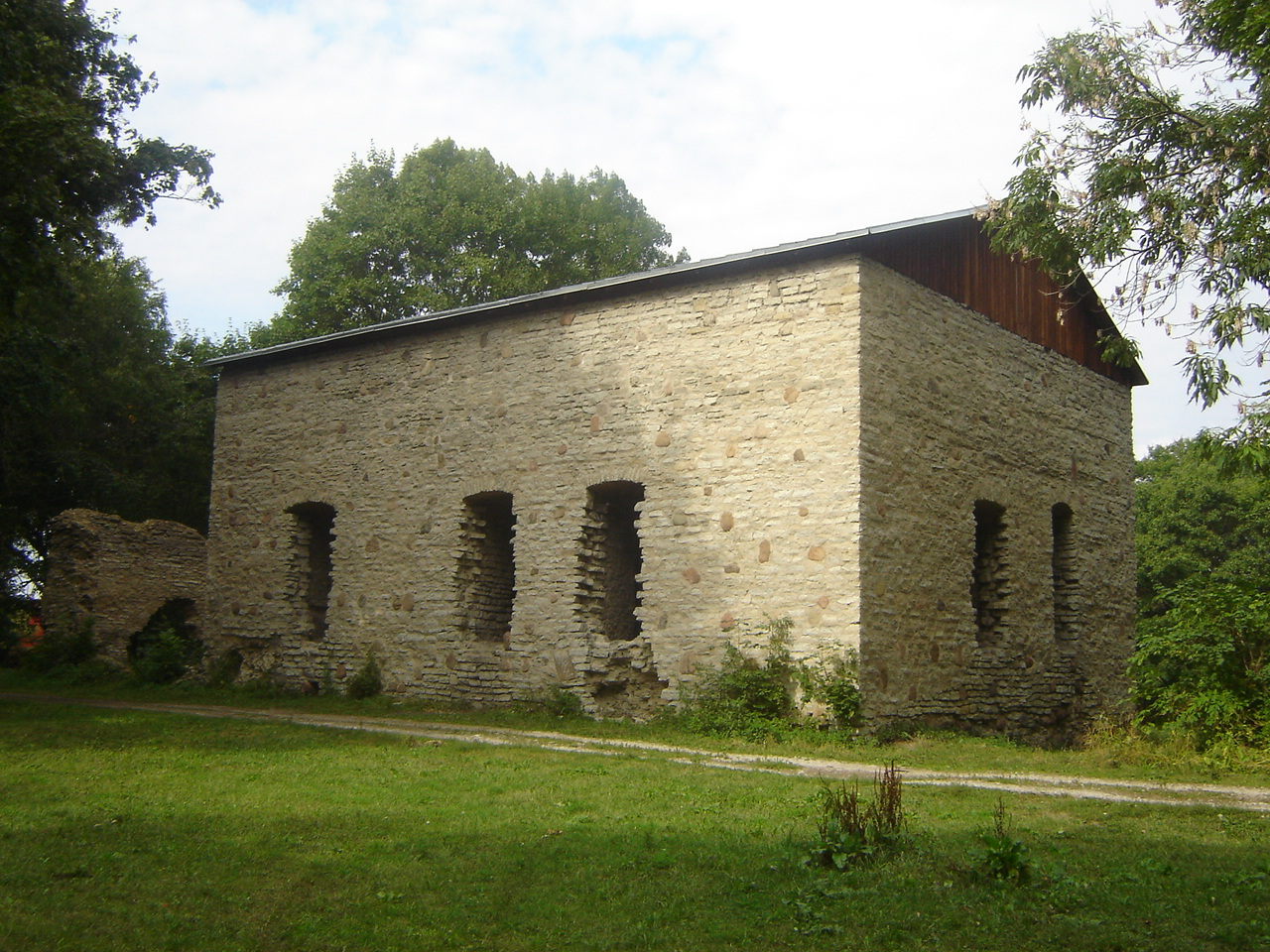
Süd- und Ostmauer der ehemaligen Burg von Järve (Aufnahme von 2006)

Järve ist ein Dorf (estnisch küla) in der Landgemeinde Kohtla (Kohtla vald). Es liegt im Kreis Ida-Viru (Ost-Wierland) im Nordosten Estlands.

## Beschreibung und Geschichte
Das Dorf hat 657 Einwohner (Stand 1. Januar 2010). Es liegt unmittelbar nordöstlich der Stadt Kohtla-Järve an der Überlandstraße zwischen der estnischen Hauptstadt Tallinn und der zweitgrößten russischen Stadt Sankt Petersburg.
Der Ort wurde erstmals 1241 im Liber Census Daniae urkundlich erwähnt. Er trug damals den Namen Jeruius.
Bei dem Bauerngehöft Laasiku wurde in den 1930er Jahren ein Opferplatz aus der Wikingerzeit entdeckt.
1916 fanden bei dem Dorf der erste Probeabbau von Ölschiefer statt.

## Burg Järve
Das Gut von Järve ist seit 1497 urkundlich belegt. Es gehörte damals der Familie Lode und trug den Namen Türpsal. Mit dem Bau der Vasallenburg wurde kurze Zeit später, 1508, begonnen. Sie diente befestigten Wohnzwecken.
Das Gut gehörte damals der Familie Paykull, die bis 1815 Eigentümer blieben. Letzter Besitzer vor der Enteignung im Zuge der estnischen Landreform 1919 war die adlige deutschbaltische Familie Dehn.
Für den Bau der Burg wurde örtlicher Kalkstein verwendet. Von den ehemaligen drei Geschossen sind die unteren beiden noch erhalten. Die Mauern sind 1,75 bis 2 Meter dick. Während des Zweiten Weltkriegs haben Brände die Gebäude stark in Mitleidenschaft gezogen.
Ganz in der Nähe der Burg befand sich früher das Landhaus „Friedenthal“. Der lebte und arbeitete von 1795 bis 1797 der Dramatiker August von Kotzebue (1761–1819).